# Lydia Jacoby
Lydia Alice Jacoby (Anchorage, 29 febbraio 2004) è una nuotatrice statunitense, vincitrice della medaglia d'oro nei 100m rana ai Giochi olimpici di Tokyo 2020.

## Carriera
Nata ad Anchorage in Alaska nel febbraio del 2004, e cresciuta a Seward ha iniziato a nuotare a 6 anni.
A 17 anni, alle Olimpiadi di Tokyo, Jacobs ha vinto la medaglia d'oro nei 100m rana e la medaglia d'argento nella 4x100 metri misti.
Nei mondiali di Fukuoka del 2023, l'americana ottiene la sua prima medaglia iridata nei 100 metri rana, dove si aggiudica il bronzo.

## Palmarès
- Giochi olimpici

Tokyo 2020: oro nei 100m rana e argento nella 4x100m misti.
- Mondiali

Fukuoka 2023: oro nella 4x100m misti e bronzo nei 100m rana.
- Mondiali in vasca corta

Abu Dhabi 2021: argento nella 4x50m misti.